# Illescas (Toledo)
Illescas es un municipio y localidad española de la provincia de Toledo, en la comunidad autónoma de Castilla-La Mancha, limitando con la Comunidad de Madrid. Cuenta con una población de 32 159 habitantes (INE 2024). Se ubica en la comarca de La Sagra, de la cual es su capital o cabecera. Se encuentra a 35 km de Toledo y de Madrid equidistantemente.

## Toponimia

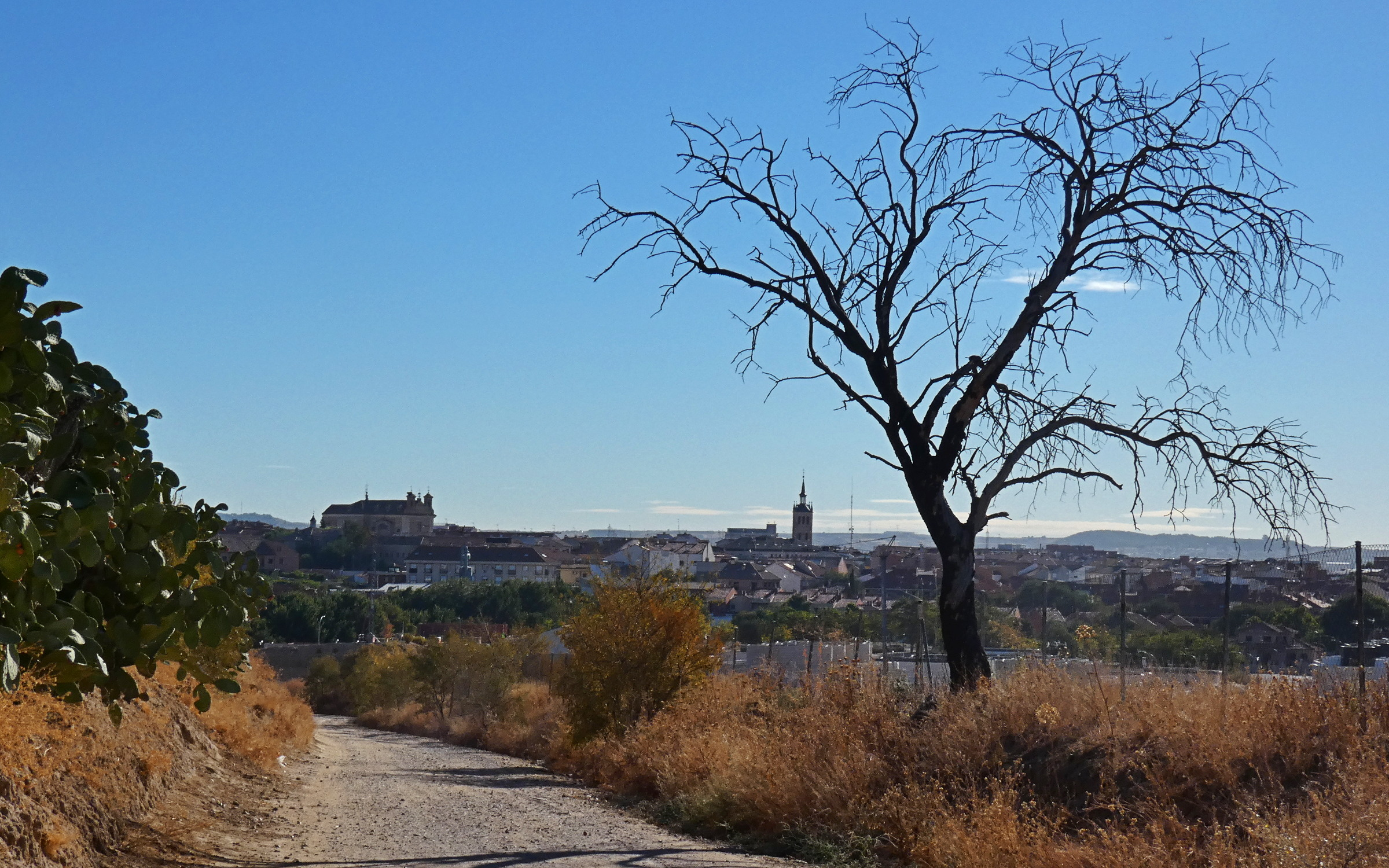
Vista de Illescas

Según Emilio Nieto Ballester, el término Illescas podría ser prerromano de aspecto celta, de significado desconocido. Para García Sánchez podría derivarse del topónimo Egelesta, nombrado por Ptolomeo en su Geographías Hyphégesis. La transición podría haber sido Egelesta > Elesta > Elesca(s) > Ilescas > Iliescas > Illescas.

## Geografía
El municipio se encuentra situado «en una llanura espaciosa, en el camino de Madrid a Toledo». Pertenece a la comarca de La Sagra y linda con los términos municipales de Casarrubuelos, Cubas de la Sagra, Torrejón de la Calzada y Torrejón de Velasco al norte, en la Comunidad de Madrid, y Yeles al este, Numancia de la Sagra y Yuncos al sur, y Cedillo del Condado, El Viso de San Juan, Carranque y Ugena al oeste, en la provincia de Toledo. Se trata de una zona llana con pequeñas ondulaciones propiciadas por los cauces de arroyos y muy propia para el cultivo de secano y el olivo (Illescas dispone de unos 5000 olivos).

### Clima
| Parámetros climáticos promedio de datos del año 2016 (Estación SIAR de Recas)          | Parámetros climáticos promedio de datos del año 2016 (Estación SIAR de Recas) | Parámetros climáticos promedio de datos del año 2016 (Estación SIAR de Recas) | Parámetros climáticos promedio de datos del año 2016 (Estación SIAR de Recas) | Parámetros climáticos promedio de datos del año 2016 (Estación SIAR de Recas) | Parámetros climáticos promedio de datos del año 2016 (Estación SIAR de Recas) | Parámetros climáticos promedio de datos del año 2016 (Estación SIAR de Recas) | Parámetros climáticos promedio de datos del año 2016 (Estación SIAR de Recas) | Parámetros climáticos promedio de datos del año 2016 (Estación SIAR de Recas) | Parámetros climáticos promedio de datos del año 2016 (Estación SIAR de Recas) | Parámetros climáticos promedio de datos del año 2016 (Estación SIAR de Recas) | Parámetros climáticos promedio de datos del año 2016 (Estación SIAR de Recas) | Parámetros climáticos promedio de datos del año 2016 (Estación SIAR de Recas) | Parámetros climáticos promedio de datos del año 2016 (Estación SIAR de Recas) |
| Mes                                                                                    | Ene.                                                                          | Feb.                                                                          | Mar.                                                                          | Abr.                                                                          | May.                                                                          | Jun.                                                                          | Jul.                                                                          | Ago.                                                                          | Sep.                                                                          | Oct.                                                                          | Nov.                                                                          | Dic.                                                                          | Anual                                                                         |
| -------------------------------------------------------------------------------------- | ----------------------------------------------------------------------------- | ----------------------------------------------------------------------------- | ----------------------------------------------------------------------------- | ----------------------------------------------------------------------------- | ----------------------------------------------------------------------------- | ----------------------------------------------------------------------------- | ----------------------------------------------------------------------------- | ----------------------------------------------------------------------------- | ----------------------------------------------------------------------------- | ----------------------------------------------------------------------------- | ----------------------------------------------------------------------------- | ----------------------------------------------------------------------------- | ----------------------------------------------------------------------------- |
| Temp. máx. abs. (°C)                                                                   | 17.8                                                                          | 17.4                                                                          | 24.2                                                                          | 23.3                                                                          | 30.2                                                                          | 38.0                                                                          | 41.9                                                                          | 40.8                                                                          | 41.1                                                                          | 30.3                                                                          | 23.4                                                                          | 14.1                                                                          | 41.9                                                                          |
| Temp. máx. media (°C)                                                                  | 12.0                                                                          | 12.8                                                                          | 15.1                                                                          | 17.9                                                                          | 22.5                                                                          | 32.5                                                                          | 37.3                                                                          | 36.3                                                                          | 31.1                                                                          | 23.4                                                                          | 14.2                                                                          | 11.4                                                                          | 22.2                                                                          |
| Temp. media (°C)                                                                       | 7.6                                                                           | 7.3                                                                           | 8.1                                                                           | 11.1                                                                          | 15.0                                                                          | 23.5                                                                          | 28.1                                                                          | 27.3                                                                          | 22.4                                                                          | 16.3                                                                          | 9.1                                                                           | 6.5                                                                           | 15.2                                                                          |
| Temp. mín. media (°C)                                                                  | 3.3                                                                           | 2.5                                                                           | 1.1                                                                           | 4.3                                                                           | 8.1                                                                           | 13.4                                                                          | 19.1                                                                          | 19.0                                                                          | 13.9                                                                          | 10.3                                                                          | 5.1                                                                           | 2.8                                                                           | 8.6                                                                           |
| Temp. mín. abs. (°C)                                                                   | -3.1                                                                          | -6.3                                                                          | -3.1                                                                          | -0.7                                                                          | -0.1                                                                          | 5.0                                                                           | 13.9                                                                          | 15.3                                                                          | 5.8                                                                           | 5.0                                                                           | -0.0                                                                          | -4.0                                                                          | -6.3                                                                          |
| Precipitación total (mm)                                                               | 41.3                                                                          | 30.0                                                                          | 31.4                                                                          | 91.6                                                                          | 64.4                                                                          | 0.0                                                                           | 1.6                                                                           | 1.8                                                                           | 6.4                                                                           | 48.2                                                                          | 100.0                                                                         | 37.3                                                                          | 454.0                                                                         |
| Humedad relativa (%)                                                                   | 88.1                                                                          | 75.9                                                                          | 67.3                                                                          | 73.6                                                                          | 66.9                                                                          | 38.7                                                                          | 31.9                                                                          | 32.9                                                                          | 40.3                                                                          | 63.9                                                                          | 78.0                                                                          | 86.8                                                                          | 62.0                                                                          |
| Fuente: Datos del Servicio Integral de Asesoramiento del Regante de Castilla-La-Mancha |                                                                               |                                                                               |                                                                               |                                                                               |                                                                               |                                                                               |                                                                               |                                                                               |                                                                               |                                                                               |                                                                               |                                                                               |                                                                               |

## Historia

### Antigüedad y Edad Media
Los restos arqueológicos hallados en la zona indican que Illescas estuvo poblada desde la época prehistórica. Según la historia tradicional su fundación se remontaría al año 2621 a. C. y se supone una posible relación con ciertas poblaciones de la antigüedad como la de Ilarcuris, citada por Ptolomeo en la misma obra antes mencionada.
Los datos ciertos de su pasado remoto, se han obtenido en las excavaciones realizadas en el yacimiento de El Cerrón, donde se hubo un poblado celtibérico desde finales del siglo V al siglo II a. C. También hay restos que indican que en la época romana estuvo habitada.

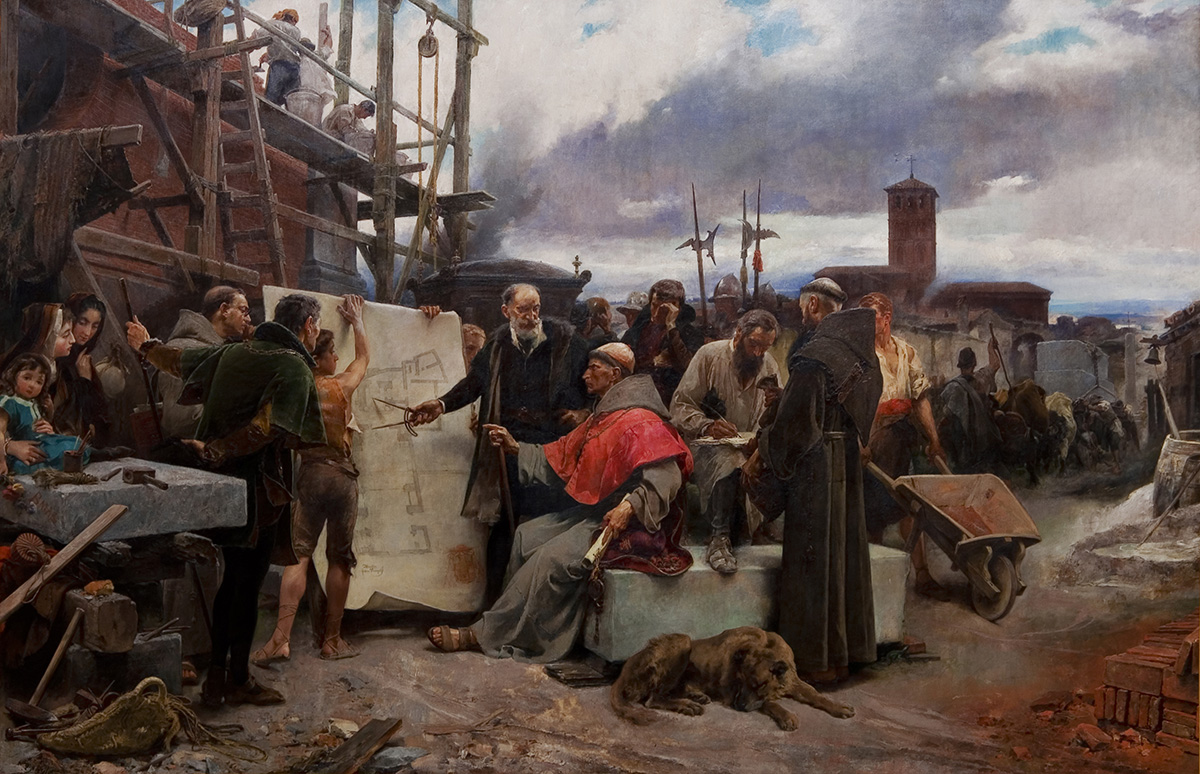
El cardenal Cisneros visitando la construcción del Santuario de Nuestra Señora de la Caridad. Óleo de Alejandro Ferrant (1892)

Durante la época árabe se construyó un alcázar y algunas fortificaciones que durante la reconquista de Toledo por Alfonso VI fueron tomados en 1085. El mismo rey ordenó su reconstrucción. Más tarde sería donada al obispo de Toledo, para convertirse de nuevo en territorio realengo en 1124. En 1154 Alfonso VII otorgó la carta puebla y cuatro años más tarde la villa volvió a pertenecer al señorío arzobispal.

### Edades Moderna y Contemporánea

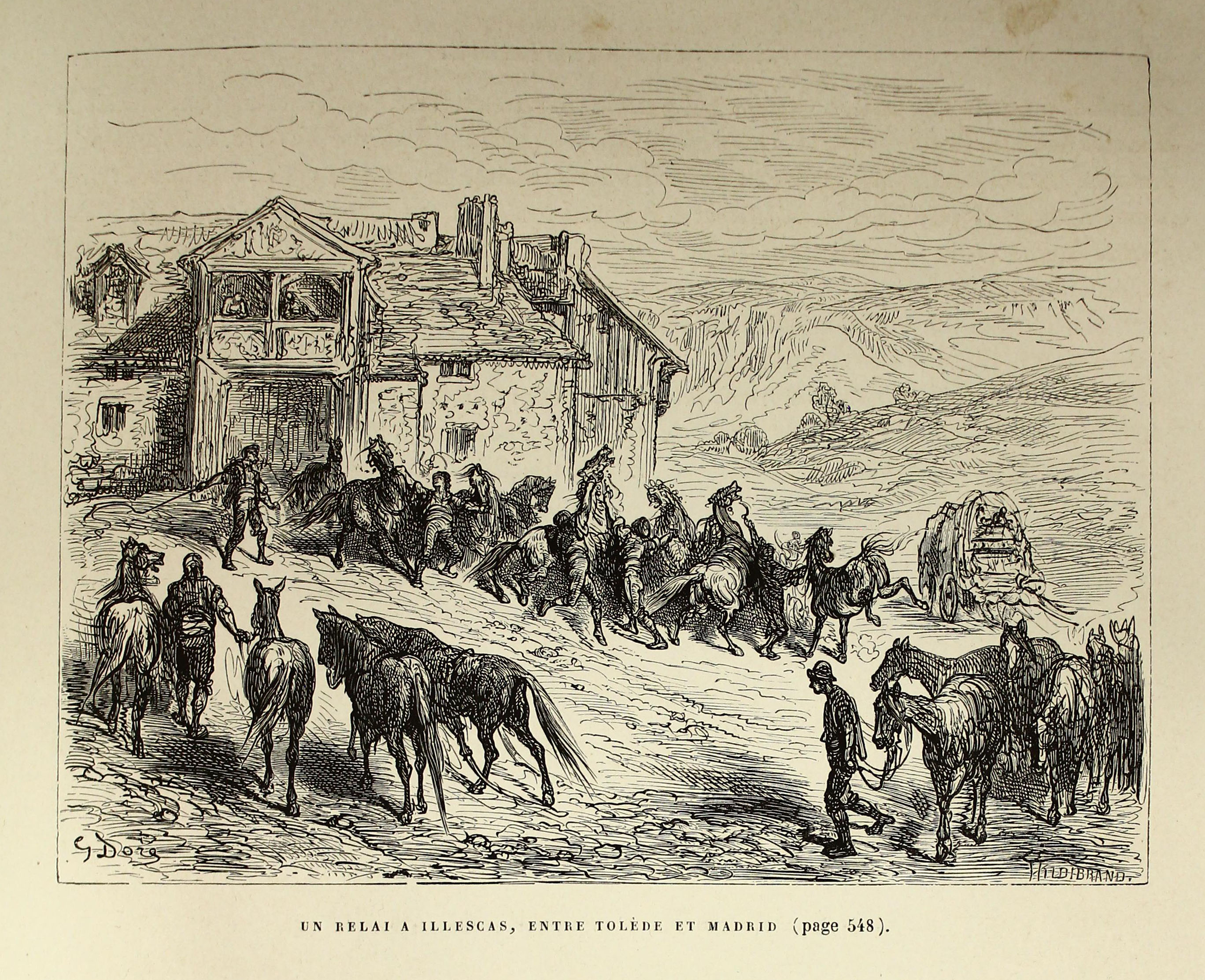
Ilustración de Illescas en L'Espagne (1874) por Gustave Doré, en la que se representa un relevo de monturas

Illescas perteneció al señorío arzobispal hasta 1575, año en el que pasaría definitivamente a la jurisdicción real. Durante los siglos anteriores habían sido frecuentes los litigios entre la villa y el cabildo catedralicio.
Lugar de recreo para los reyes, llegó a perder el favor real a causa de la Guerra de las Comunidades, donde el illescano Francisco de Guzmán fue capitán del ejército comunero de las compañías de Juan de Padilla.El 17 de febrero de 1526, en esta villa tendrían lugar los esponsales entre Leonor de Austria, la hermana de Carlos I de España y Francisco I de Francia. Les acompañaba un numeroso grupo de cortesanos, entre quienes se encontraba el poeta Garcilaso de la Vega.
A principios del siglo XIX, las tropas francesas desmantelaron un monasterio de franciscanos descalzos. A mediados de este siglo tenía 300 casas y el presupuesto municipal ascendía a 30 000 reales de los cuales 4400 eran para pagar al secretario. A partir de entonces se inició un lento desarrollo a lo que contribuyó la llegada del ferrocarril, cuyo primer tren llegó a la estación el 20 de junio de 1876.
En la década de 1960 se inició la expansión de su casco urbano y de un gran desarrollo industrial y del sector servicios. El municipio está viviendo su segundo momento de expansión y desarrollo.

## Demografía

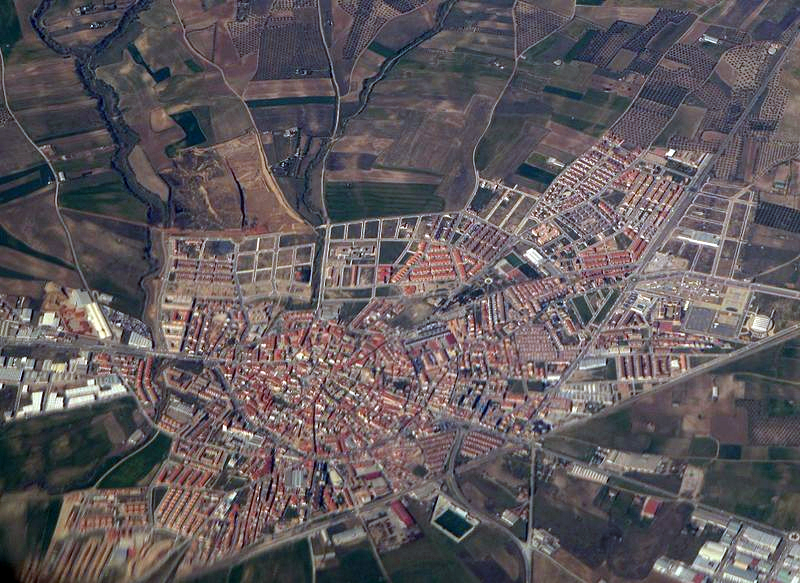
Vista aérea desde el sureste

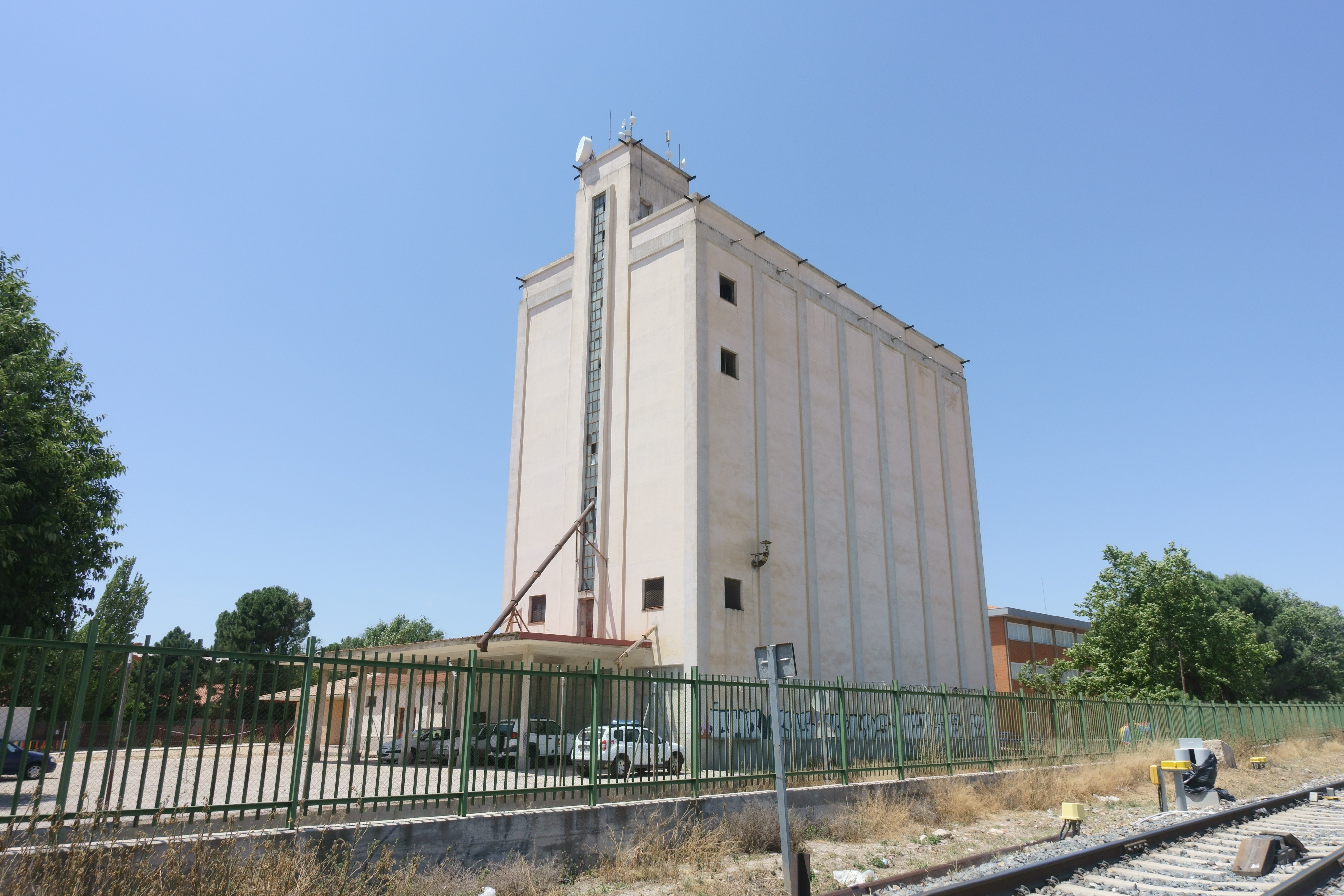
Antiguo silo de la Red Nacional de Silos y Graneros

Illescas cuenta con una población de 32 159 habitantes (INE 2024).
| Gráfica de evolución demográfica de Illescas entre 1842 y 2021                                                      |
| |
| Población de derecho según los censos de población del INE Población de hecho según los censos de población del INE |

Evolución de la población
En 1561 había 12 000 habitantes, cifra que iría disminuyendo en los siglos posteriores. A mediados del siglo XVIII, según la información que ofrece el catastro de Ensenada, Illescas se había convertido en un núcleo con una importante presencia de hidalgos y clérigos. Su población en 1752 era 1481 habitantes. 
Con la llegada del siglo XX comenzó una lenta recuperación demográfica, que ha culminado en una verdadera explosión demográfica en los años 1960 gracias a la cercanía y la buena comunicación con la capital de España, Madrid. En 1956 su población era de 2325 habitantes y en 2001, de 12 234. En la actualidad es el tercer municipio más habitado de la provincia, solo por detrás de Talavera y Toledo. Su núcleo de población está compuesto por la zona Centro y dos urbanizaciones separadas: Dehesa de Moratalaz y Señorío de Illescas, siendo esta última la zona de mayor expansión donde se ubican además empresas del sector aeronáutico como Airbus.

## Símbolos
El escudo heráldico que representa al municipio fue aprobado oficialmente el 15 de marzo de 2005 con el siguiente blasón:

Escudo cuartelado: Uno y cuatro de plata, una cruz floronada vacía; dos y tres de gules, un castillo de oro aclarado de azul. Se timbra con la corona real de España.
Diario Oficial de Castilla-La Mancha nº 60 de 24 de marzo de 2005

## Administración y política

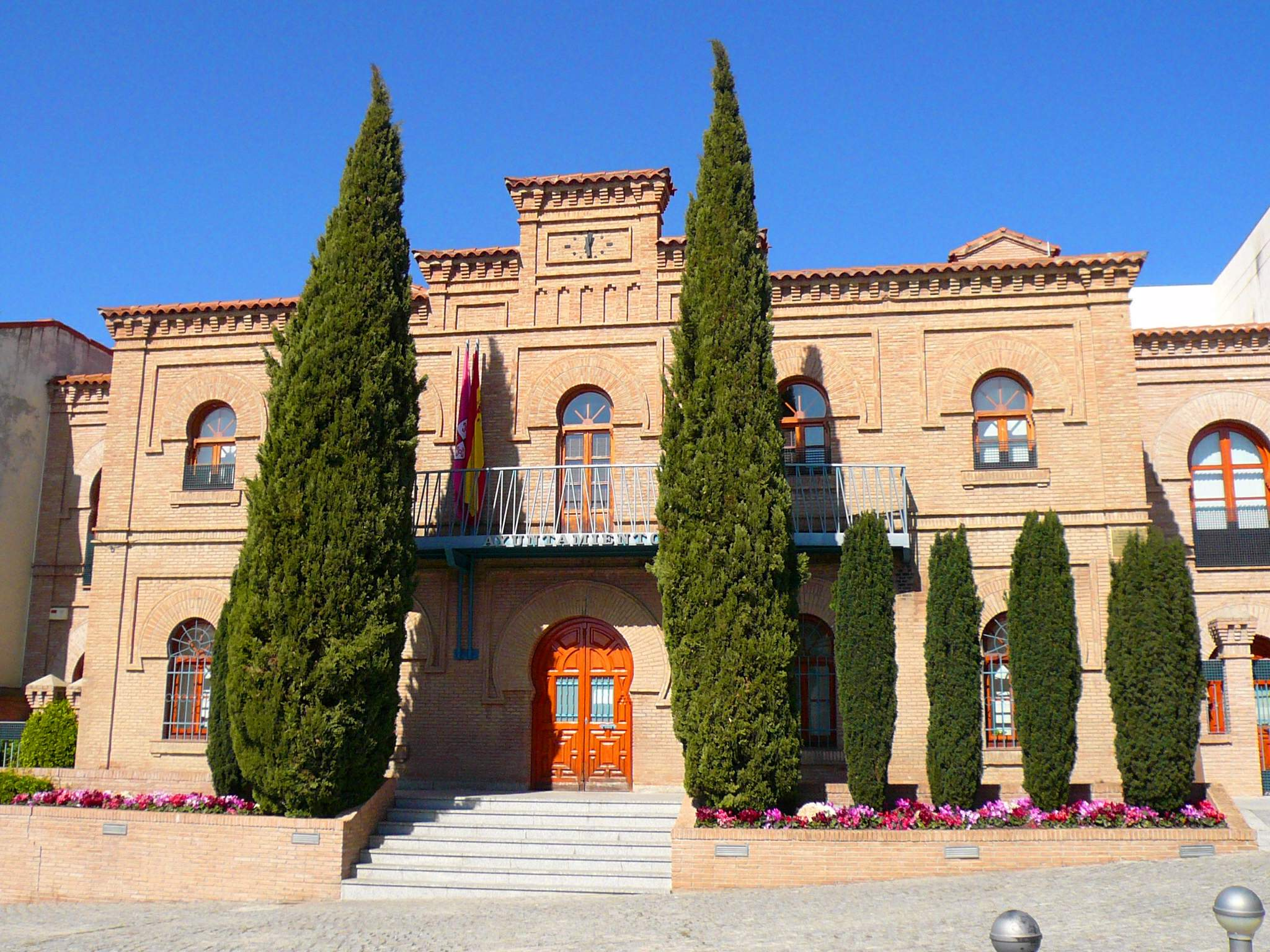
Ayuntamiento de Illescas

| Periodo   | Nombre                          | Partido | Partido                                  |
| --------- | ------------------------------- | ------- | ---------------------------------------- |
| 1979-1983 | Luis Gamboa Conde               |         | Independiente                            |
| 1983-1988 | José Vicente Inogés Parra       |         | Partido Socialista Obrero Español (PSOE) |
| 1988-1991 | Carlos Gómez García             |         | Partido Socialista Obrero Español (PSOE) |
| 1991-1995 | Felipe Delgado Redondo          |         | Independiente                            |
| 1995-2011 | José Manuel Tofiño Pérez        |         | Partido Socialista Obrero Español (PSOE) |
| 2011-2015 | Fernando Javier Cabanes Ordejón |         | Partido Popular (PP)                     |
| 2015-act. | José Manuel Tofiño Pérez        |         | Partido Socialista Obrero Español (PSOE) |

| Partido político                                    | 2023  | 2023  | 2023       | 2019  | 2019  | 2019       | 2015  | 2015  | 2015       | 2011  | 2011  | 2011       | 2007  | 2007  | 2007       |
| Partido político                                    | Votos | %     | Concejales | Votos | %     | Concejales | Votos | %     | Concejales | Votos | %     | Concejales | Votos | %     | Concejales |
| Partido Socialista Obrero Español (PSOE)            | 6433  | 50,26 | 11         | 6006  | 52,50 | 12         | 4430  | 39,47 | 9          | 4442  | 40,71 | 10         | 4402  | 57,29 | 10         |
| Partido Popular (PP)                                | 4068  | 31,78 | 7          | 2758  | 24,10 | 5          | 3216  | 28,65 | 7          | 4812  | 44,11 | 10         | 2618  | 34,07 | 6          |
| Vox                                                 | 1700  | 13,28 | 3          | —     | —     | —          | 158   | 1,41  | 0          | —     | —     | —          | —     | —     | —          |
| Podemos-Izquierda Unida (IU)                        | 450   | 3,51  | 0          | 846   | 7,39  | 1          | 749   | 6,67  | 1          | 599   | 5,49  | 1          | —     | —     | —          |
| Ciudadanos (CS)                                     | —     | —     | —          | 1537  | 13,43 | 3          | 1285  | 11,45 | 2          | —     | —     | —          | —     | —     | —          |
| Illescas Sí                                         | —     | —     | —          | —     | —     | —          | 916   | 8,16  | 2          | —     | —     | —          | —     | —     | —          |
| Unión de Ciudadanos Independientes de Toledo (UCIT) | —     | —     | —          | —     | —     | —          | —     | —     | —          | 431   | 3,95  | 0          | 498   | 6,48  | 1          |

## Patrimonio

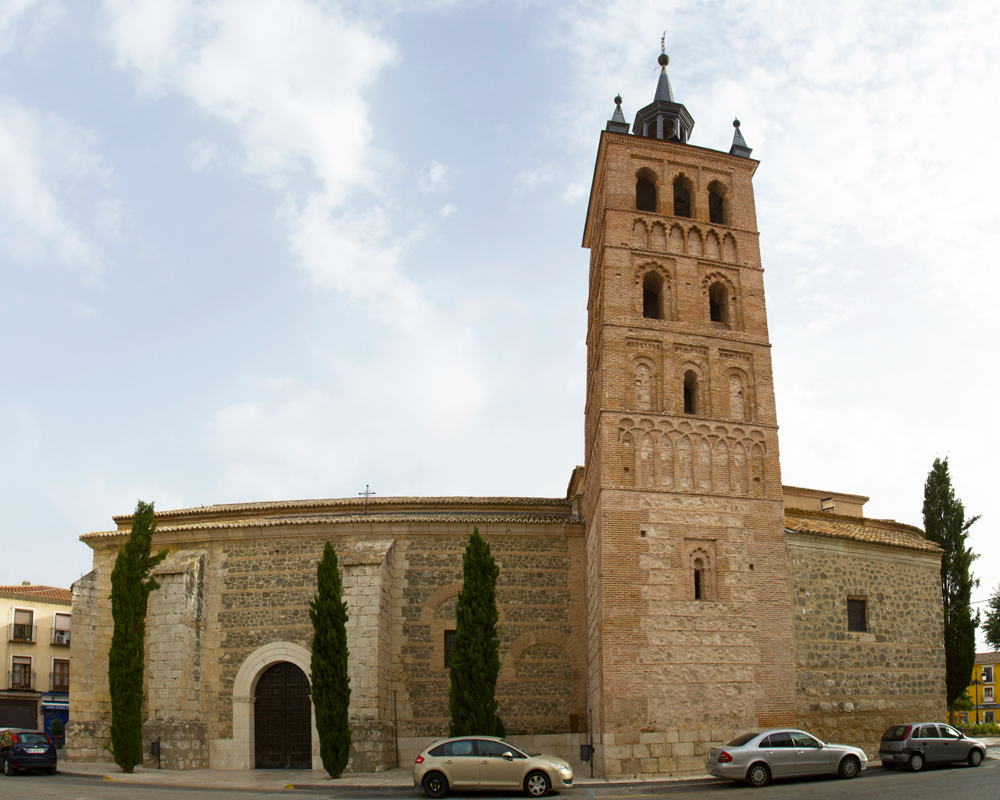
Iglesia de Santa María

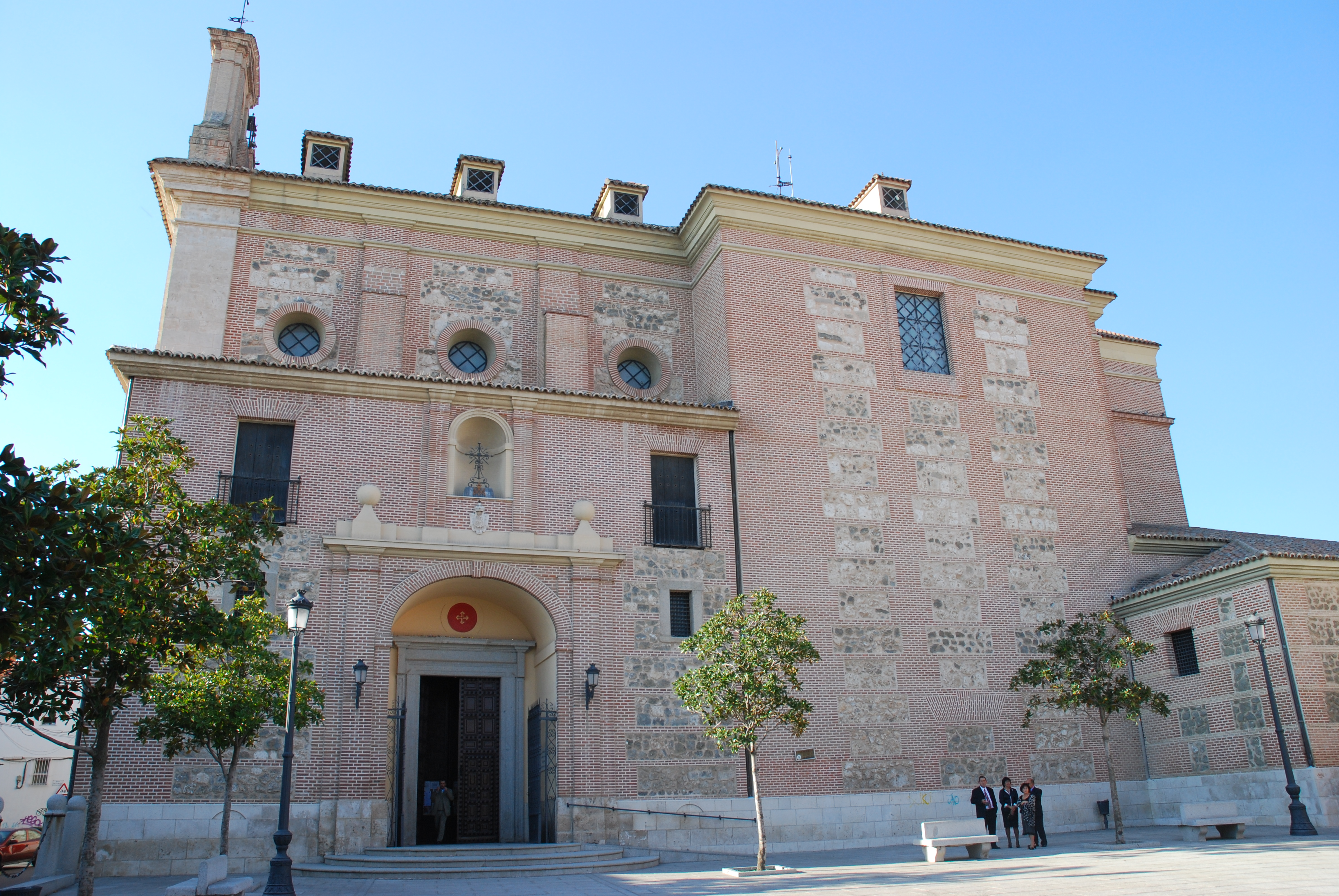
Santuario de la Virgen de la Caridad

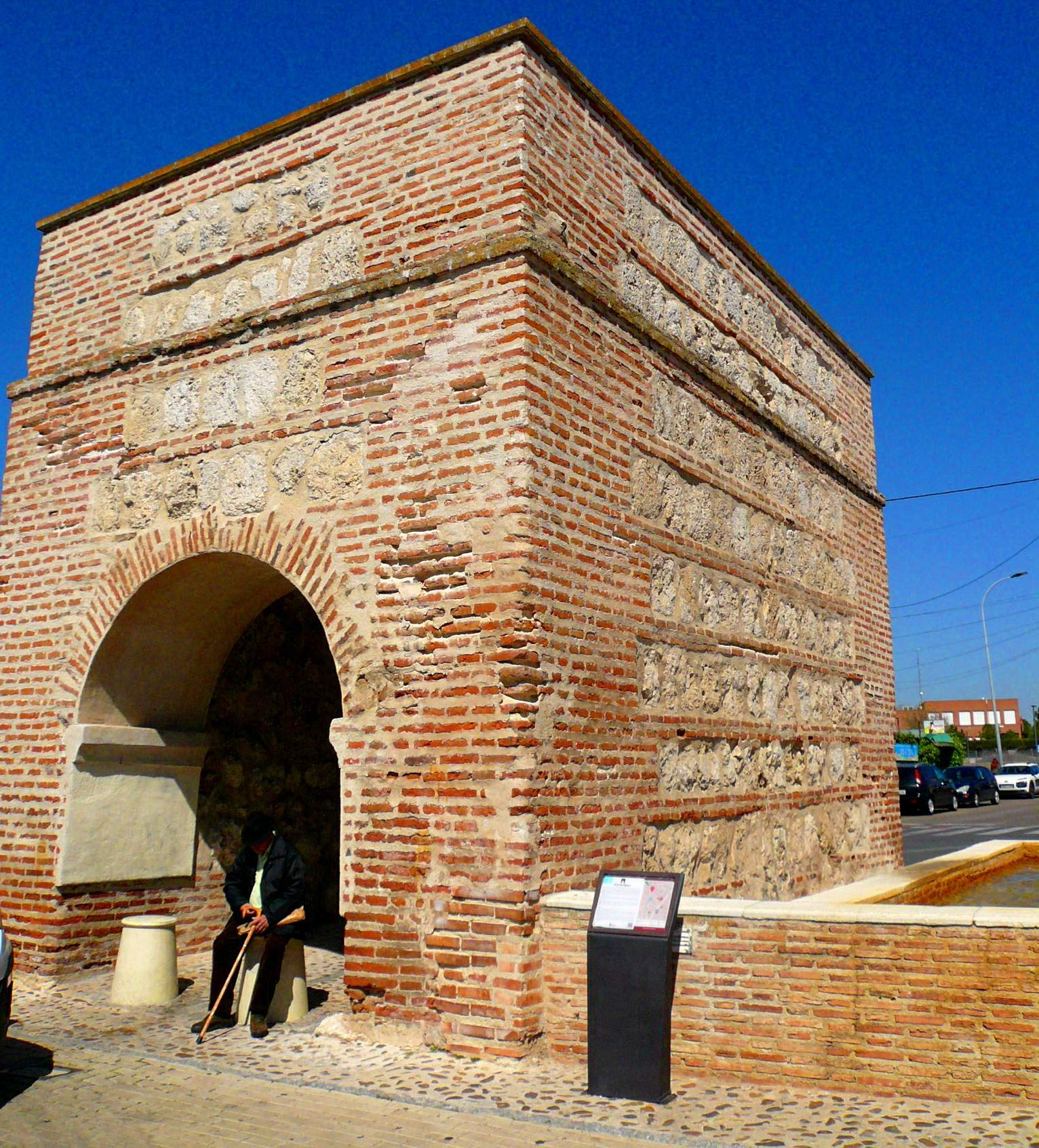
Arco de Ugena

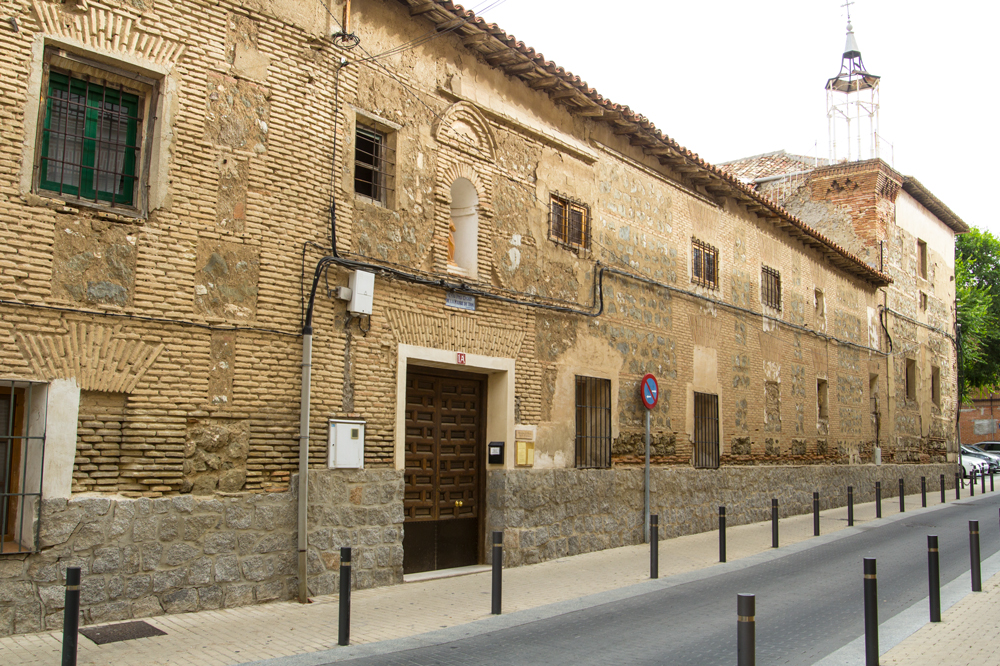
Convento de la Concepción de la Madre de Dios

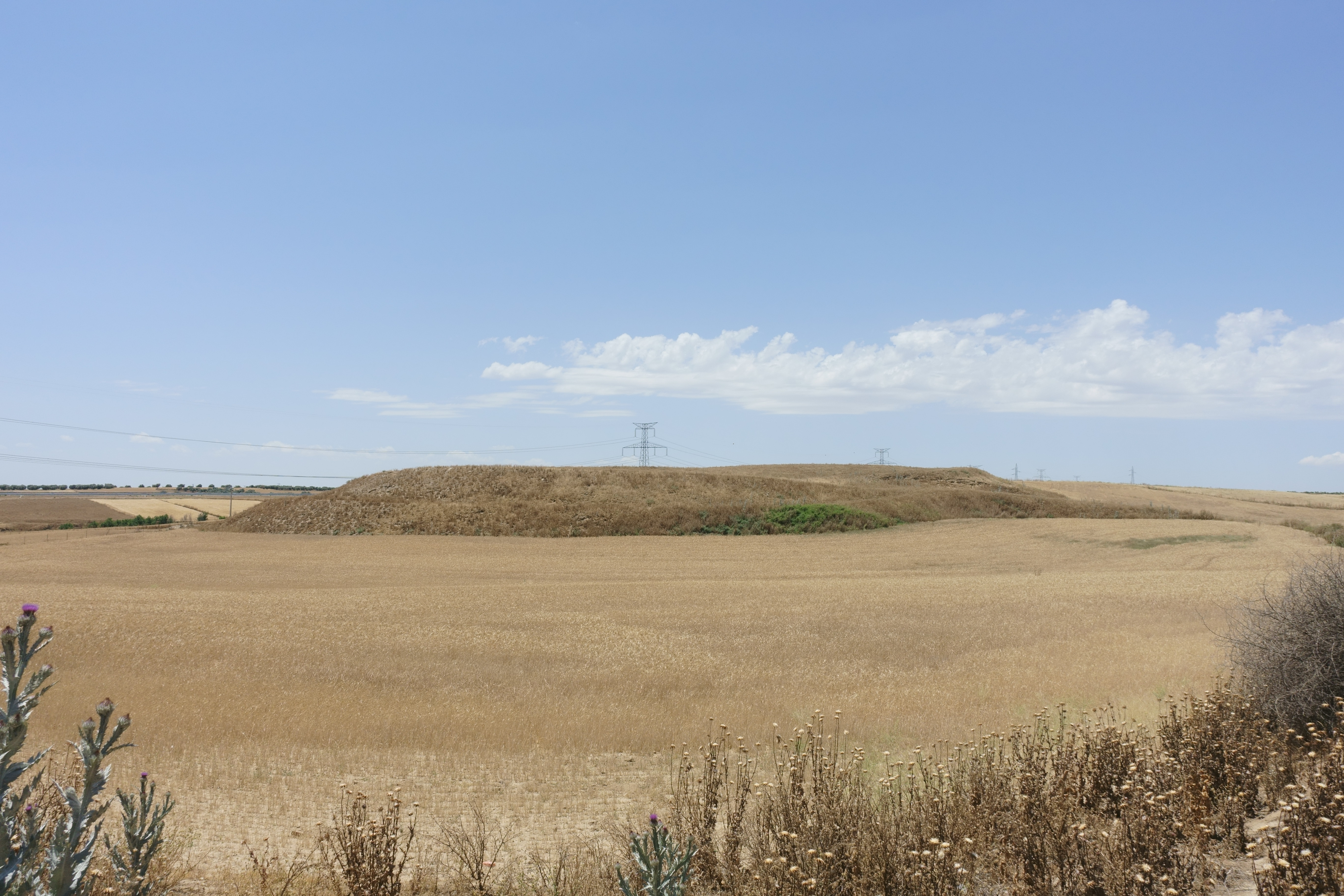
Yacimiento arqueológico El Cerrón

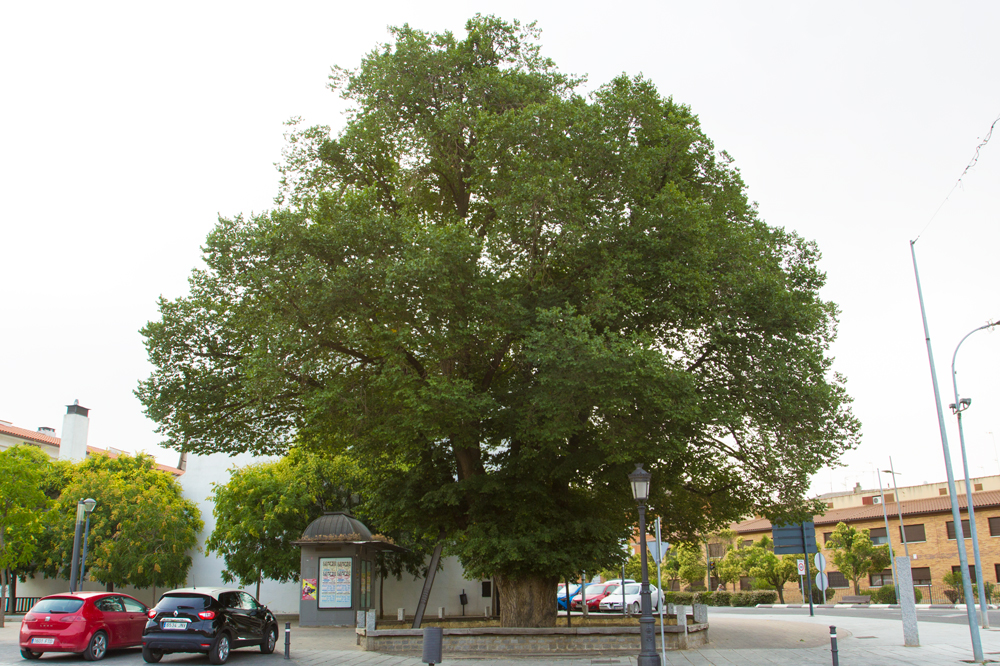
Olmo centenario de la calle Real

- Arco de Ugena: único resto de la antigua Puerta de Ugena, una de las cinco que tenía el recinto amurallado. De estilo mudéjar, se supone edificada durante el siglo XI, cuando Alfonso VI mandó amurallar la villa.
- Convento de la Concepción de la Madre de Dios: fundado por una bula papal en 1514, a iniciativa del cardenal Cisneros. La primera abadesa, sor Inés de la Concepción, era la prima del Cardenal.
- Hospital Nuestra Señora de la Caridad: edificado entre los siglo XVI y XVII.
- Santuario de Nuestra Señora de la Caridad: edificado hacia 1500, contiene cinco cuadros de El Greco: La Caridad, San Ildefonso, La Coronación de la Virgen, La Natividad y La Anunciación.[9]
- Iglesia parroquial y torre mudéjar: declarados monumento nacional en 1920.
- Calle Real: ha sido durante siglos el eje de la vida de la villa como lugar de paso y tránsito de viajeros entre dos de sus puertas, las de Madrid y Toledo. Estaba jalonada de posadas para albergar a los transeúntes y de casas señoriales habitadas por las familias hidalgas de las que aún se conservan algunos escudos en sus fachadas.
- Plaza de las Cadenas: situada delante de la iglesia de la Caridad, conserva un olmo de unos quinientos años. Según cuenta la tradición es el olmo en el que quedó atado el burro que transportaba a Francisca de la Cruz.
- Olmo del Milagro: el olmo del Milagro es un olmo común que según la tradición popular puede haber sido plantado a finales del siglo XVI. De ahí procede el nombre popular más habitual, aunque también se le designa como Olmo de la plaza de las Cadenas y Olmo de la Virgen. Forma parte del acervo cultural de la población y de las leyendas y tradiciones. Localizado en la plaza de los Infanzones y protagonista indiscutible de la misma. Conocidas son dos grandes y visilbes actuaciones que a lo largo del siglo XX se realizaron sobre él para intentar sustentarle, que se manifiestan en la actualidad con el aspecto de tronco encadenado que posee.
- Fuente de los Leones
- Fuente de la plaza de Colón: consta de cuatro caños de piedra con una estela que la data en 1884, aunque posiblemente algunos de sus elementos se remonten al siglo XVIII. Dicha fuente estuvo anteriormente en la plaza Hermanos Fernández Criado.
- Cruz de la plaza del Mercado: En el mismo lugar debió existir otra más antigua que ya se mencionaba en el catastro de Ensenada.
- Olmo centenario de la calle Real.
- Nogal de Sor Ángeles: plantado por Ángeles López en el huerto convento de las Concepcionistas Franciscanas.
- Botica de Illescas o farmacia antigua de Illescas: fundada en 1888 y cuya fachada se encuentra decorada con cerámica de Talavera.
- Casa de los Maravel
- Casa Blasonada de la calle Tirso de Molina
- La Almazara
- Plaza del Salvador: debe su nombre a que en esta plaza existía la antigua parroquia románica del Salvador del Mundo, en el arrabal del sur, desaparecida en 1838. Hasta que fue destruida durante la guerra civil, se conservó una talla del Salvador del siglo XII en la iglesia de Santa María.
- Plaza Hermanos Fernández Criado y plaza Mayor: espacio público articulado en dos, en medio de ambos se enclava la iglesia de la Asunción de Santa María y en uno de sus extremos el ayuntamiento. Es una plaza poligonal, se configura como un espacio urbano protegido, que conserva edificios de dos alturas de fines del siglo XIX y de principios del siglo xx, junto a otros de nueva construcción que intentan conservar la homogeneidad del espacio.
- Plaza del Mercado: Denominada así al menos desde el siglo xviii, además de la cruz, en ella se ubica también el Ayuntamiento nuevo. El edificio que lo alberga ocupa el solar de la que fue cárcel desde 1582, posteriormente reparado y ampliado en el siglo xviii. Posiblemente reedificado en el siglo siglo XIX, de él se conserva la fachada neomudéjar, quedó prácticamente destruido durante la guerra civil y posteriormente reconstruido, se convirtió primero en escuela de formación profesional y desde 2002 en ayuntamiento.
- Acueducto del Perdón o Matajudíos: construido a finales del siglo XIX para salvar el desnivel del barranco de la Pocilla, cuenta con dos ojos y está construido con ladrillo, mampostería de piedra caliza y relleno de argamasa. En 2004 se decidió su enterramiento para su mejor conservación.
- Puente de las Tenerías: del siglo XIX, este puente salva el arroyo del Cubo, su cuerpo es de un solo ojo y está construido de ladrillo con mampostería de piedra caliza y relleno de argamasa.
- Acueducto del arroyo El Cubo
- Yacimiento el Cerrón: poblado celtibérico en el que se han realizado excavaciones y parte de los restos arqueológicos obtenidos se encuentran en el Museo de Santa Cruz en Toledo.
- Yacimientos de Illescas Inventariados en el Museo de Santa Cruz de Toledo: en dicho museo se pueden encontrar diferentes tipos de restos arqueológicos encontrados en los múltiples yacimientos de la localidad, parece ser que hay un total de 43 yacimientos. Se han encontrado desde Tejas, y piezas de molino, hasta lascas, cerámica a mano, cerámica a torno, cerámica Vidriada, etc. Los restos van desde la Edad de Bronce, Hierro I y II, y romanos hasta la cerámica medieval.[cita requerida]

## Cultura